# Silvestre de Almeida Lopes
Silvestre de Almeida Lopes (Diamantina - Diamantina) foi um pintor brasileiro.
Em 1764 é mencionado na lista de pagamentos da Igreja da Ordem Terceira de São Francisco, por obra não identificada. Em 1788 já era membro e procurador da Irmandade dos Pardos de Nossa Senhora do Amparo.
Entre 1790 e 1796 realizou pinturas e douramentos na Igreja de Nossa Senhora do Amparo e na sacristia da Igreja de São Francisco. Também é registrada sua atuação em 1797 em Serro, pintando o forro e os painéis laterais da capela-mor da Igreja do Bom Jesus de Matosinhos.